# Aspledon Undae
Aspledon Undae és una formació geològica de tipus unda a la superfície de Mart, localitzada amb el sistema de coordenades planetocèntriques a 75.14 ° latitud N i 315.04 ° longitud E, que fa 215.2 km de diàmetre. El nom va ser aprovat per la UAI el 20 de març de 2007 i fa referència a una característica d'albedo.